# Olle Franzén (skolledare)
Olle Knut Erland Rudolf Franzén, född 12 september 1916 i Söderåkra församling, Kalmar län, död 19 april 2012 i Nacka, var en svensk skolledare. Han är främst känd för sin forskning om Lars Levi Læstadius.
Franzén, som var son till kyrkoherde Erland Franzén i Gräsgårds församling på södra Öland, avlade filosofie kandidatexamen i Uppsala 1949 och blev rektor för Pajala kommunala realskola 1949. Han var verksam där till 1959, då han övergick till lärartjänst vid Årsta högstadium i Stockholm. Han blev filosofie doktor vid Uppsala universitet 1973 på avhandlingen Naturalhistorikern Lars Levi Læstadius. Under sin ungdomstid på Öland ägnade han sig åt ringmärkning av fåglar.. Han var flitigt verksam som författare till ett stort antal artiklar i Svenskt biografiskt lexikon. Franzén är gravsatt i minneslunden på Storkällans begravningsplats.